# Devereaux Mytton
Devereaux Reginald Mytton (* 28. Oktober 1924 in Melbourne, Victoria; † 9. Mai 1989 in Gold Coast, Queensland) war ein australischer Segler.

## Erfolge
Devereaux Mytton nahm 1956 an den Olympischen Spielen in Melbourne teil, bei denen er in der 5,5-Meter-Klasse neben Douglas Buxton als Crewmitglied von Skipper Jock Sturrock antrat. Die drei Australier gewannen mit ihrem Boot Buraddoo eine der sieben Wettfahrten und wurden mit 4022 Punkten und damit nur 28 Punkten Rückstand auf die zweitplatzierten Briten um Skipper Robert Perry Dritter. Olympiasieger wurde das von Lars Thörn angeführte schwedische Boot. Neben der Silbermedaille von John Scott und Rolly Tasker, die Zweite im Sharpie wurden, war dies der erste Medaillengewinn australischer Segler bei Olympischen Spielen.